# Новое Покровское
Новое Покровское — село в Чернском районе Тульской области России.
В рамках административно-территориального устройства является центром Новопокровской сельской администрации Чернского района, в рамках организации местного самоуправления входит в Липицкое сельское поселение.

## География
Расположено в 96 км к югу от областного центра и в 17 км к юго-востоку от райцентра, пгт Чернь.

## Население
| 2002 | 2010 |
| ---- | ---- |
| 304  | ↘237 |